# Barra Futebol Clube (Rio de Janeiro)
Barra Futebol Clube é uma agremiação esportiva da cidade de Teresópolis, no estado do Rio de Janeiro, fundada a 8 de junho de 1937. Atualmente é apenas um clube social.

## História

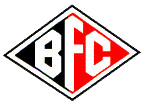
Escudo anterior

Após disputar por anos o campeonato da liga amadora de sua cidade, o clube rubro-negro de Teresópolis estreia no profissionalismo ao participar do Campeonato Estadual da Terceira Divisão de Profissionais em 1993. Fica em quarto lugar no primeiro turno em sua chave e em sétimo no segundo, não se classificando para as finais.
No entanto, no ano seguinte, passa a integrar a Segunda Divisão, na prática uma antiga Terceira, como convidado. Fica em sétimo em sua chave e não se classifica para as finais da competição.
Em 1995, disputa a Série C do Campeonato Brasileiro, ficando na posição trigésima na classificação geral de um campeonato disputado por 107 agremiações. Foram 10 jogos, 3 vitórias, 3 empates e 4 derrotas. Foi o melhor time do Rio de Janeiro classificado depois do vice-campeão daquela disputa, o Volta Redonda Futebol Clube. Ficou inclusive à frente do America Football Club (Rio de Janeiro), na 47° posição, Bayer Esporte Clube, na 61°, Itaperuna Esporte Clube, na 78°, e Campo Grande Atlético Clube, na 81°.
No mesmo ano também se sagra vice-campeão da Copa Rio, perdendo o título para o Volta Redonda Futebol Clube.
No Campeonato Estadual é convidado a integrar o Módulo Intermediário, a verdadeira Segunda Divisão da época. É o seu melhor ano. Sagra-se campeão numa decisão contra o América Futebol Clube, de Três Rios, mas não é promovido para a Primeira Divisão porque o campeão da Segunda Divisão jogava uma repescagem contra o oitavo colocado da Primeira, no caso o Entrerriense Futebol Clube, que o derrotou em jogo extra. O time de Três Rios, se classificou, portanto, para a fase final e o Barra acabou eliminado, não sendo por conseguinte promovido para o ano seguinte. O fato, que gerou bastante descontentamento, levou a agremiação a abandonar as competições de âmbito profissional. Suas cores são preto, vermelho e branco. Possui estádio próprio, o Jorge Ferreira da Silva, conhecido como Pitucão, localizado no bairro de Barra do Imbuí.

## Títulos
- 1968 - Campeão da Liga Teresopolitana de Desportos, categoria juniores;
- 1978 - Campeão invicto da Liga Teresopolitana de Desportos, categoria juniores;
- 1987 - Campeão da 1° divisão da Liga Teresopolitana de Desportos;
- Vice-campeão da Copa Rio: 1995
- Campeonato Carioca - Série B1 (Módulo Intermediário): 1995

## Estatísticas

### Participações
| Competição                      | Temporadas | Melhor campanha           | Estreia | Última | P | R |
| ------------------------------- | ---------- | ------------------------- | ------- | ------ | - | - |
| Campeonato Carioca - Série B1   | 1          | Campeão (1995)            | 1995    | 1995   | – | – |
| Campeonato Carioca - Série B2   | 1          | ? colocado (1993 ou 1994) | 1993    | 1994   | – | – |
| Campeonato Brasileiro - Série C | 1          | 30º colocado (1995)       | 1995    | 1995   | – | – |